# Polioptila guianensis
Polioptila guianensis là một loài chim trong họ Polioptilidae.